# Černý diamant
Černý diamant (v originále Diamant noir) je francouzsko-belgický dramatický film z roku 2016, který režíroval Arthur Harari. Snímek měl světovou premiéru na festivalu evropských filmů v Angers dne 28. ledna 2016.

## Děj
Pier Ulmann se živí příležitostnými pracemi a vloupáními, které páchá s kumpánem Kevinem pro Rachida. Jednoho dne se dozví o smrti svého otce, o kterém několik let neslyšel. Pier se rozhodne pomstít za špatné zacházení, které se dostalo jeho otci ze strany děda a strýce. Proto se znovu spojí s otcovou rodinou, která pracuje v oblasti zpracování diamantů v Antverpách.

## Obsazení
| Niels Schneider      | Pier Ulmann              |
| August Diehl         | Gabi Ulmann              |
| Hans-Peter Cloos     | Joseph Ulmann            |
| Abdel Hafed Benotman | Rachid                   |
| Raphaële Godin       | Luisa                    |
| Raghunath Manet      | Vijay Sha Gopal          |
| Jos Verbist          | Rick De Vries            |
| Guillaume Verdier    | Kevin                    |
| Hilde Van Mieghem    | Olga                     |
| Arthur Harari        | policista v Paříži       |
| Vassili Schneider    | Victor Ulmann jako mladý |

## Ocenění
- Mezinárodní festival kriminálních filmů v Beaune: cena poroty
- Cena Francouzského syndikátu filmových a televizních kritiků: nejlepší francouzský filmový debut
- Cena Jacquese-Deraye
- César: nejslibnější herec (Niels Schneider); nominace v kategorii nejlepší debutový film (Arthur Harari)
- Lumières: nominace v kategoriích nejlepší debutový film (Arthur Harari) a nejslibnější herec (Niels Schneider)